# Гротгер, Артур
Артур Гротгер (пол. Artur Grottger, 11 ноября 1837, Оттынёвице, Австрийская империя — 13 декабря 1867, Амели-ле-Бен, Франция) — польский художник.

## Биография
Родился 11 ноября 1837 года в селе Оттынёвице в Галиции (ныне Отыневичи, Стрыйский район Львовской области, Украина). Первые уроки рисования мальчику давал отец. В возрасте 11 лет Артур был отдан обучаться в студию львовского художника Яна Машковского, где он на долгие годы подружился с сыновьями мастера: Рафалом, Каролем и Марцелем. Во Львове в 1850 году он также познакомился с Юлиушем Коссаком, который также содействовал его обучению.
Весной 1851 года на выставке в одном из магазинов Львова баварский граф Александр Паппенхайм заметил акварель, изображающую погоню польской шляхты за татарами. Граф купил её, спросил у продавца кто является её автором и получил ответ, что это первая работа 14-летнего мальчика Артура Гротгера. Он решил познакомиться с автором, и это знакомство переросло в многолетнюю дружбу, благодаря которой молодой художник приобрел покровителя и мецената. Счастливым событием для Гротгера оказался также визит во Львов 6 октября 1851 года императора Франца Иосифа I. Друзья художника подсказали ему идею запечатлеть на картине въезд императора во Львов. Идею поддержали граф Агенор Голуховский, тогдашний губернатор Галиции и галицкий магнат Забельский, дядя Артура, который принимал монарха в своей резиденции. Во время этого приёма Франц Иосиф получил акварель на память о своём визите в качестве подарка от польского дворянства. После возвращения в Вену император назначил Гротгеру стипендию из собственных средств в размере 20 гульденов в месяц и велел молодому художнику получать художественное образование в Кракове, а затем продолжать его в Вене.

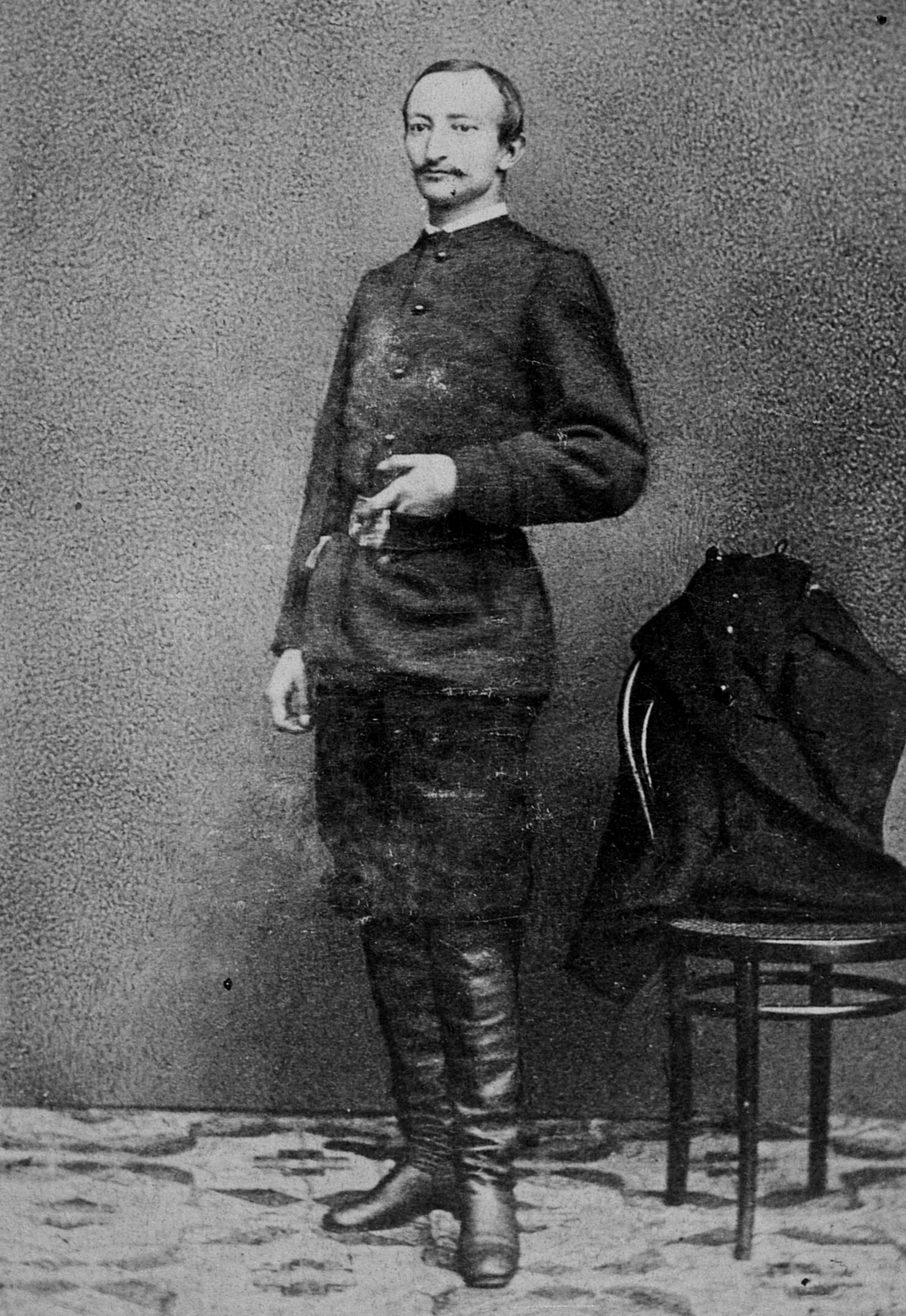
Артур Гротгер в форме повстанца

В первой половине октября 1852 года, Гротгер прибыл в Краков, где учился живописи в Школе изящных искусств под руководством Войчеха Сталлера, Юзефа Кремера и Владислава Лущкевича. Во время учёбы он подружился с Анджеем Грабовским и Александром Рачинским.
В конце 1854 года художник отправился в Вену и с 1855 по 1858 год учился в венской Академии изобразительных искусств, где его руководителями были Карл Блаас, Карл Мейер, Карл Вюрцингер и Петер Гайгер. Среди них, он особенно выделял Гайгера и именно под его влиянием стал впоследствии предпочитать чёрно-белую графику цветной живописи маслом или акварелью. В Вене художник провел большую часть своей жизни, живя там с 1854 по 1865 годы.
В это время художник успешно работал в качестве иллюстратора. Он сотрудничал со многими венскими журналами, такими как «Museestunden», «Waldheim’s Illustierte Zeitung» и «Waldheim’s Illustierte Blatter.» До 1864 года он создал более 200 иллюстраций для нескольких журналов в Вене. Благодаря этой работе, ему удалось достичь материальной стабильности, снять квартиру и перевезти в Вену из Львова мать и сестру. В 1858 году художник в течение нескольких недель гостил в Баварии у своего патрона Паппенхайма. В это время он также посетил общую выставку немецкого искусства в Мюнхене.
В 1859 году начинает сотрудничать с польским журналом «Postęp» («Прогресс») Юзефа Осецкого, издававшегося в Вене, а с 1863 года становится его главным редактором. После вынесения австрийским судом приговора Осецкому об аресте на 6 месяцев, художник финансировал выпуск журнала за собственные средства. Во время Январского восстания Гротгер участвует в оказании помощи спасавшимся от российских властей повстанцам. 23 декабря 1863 года в венской квартире художника был арестован один из поляков, подозреваемых в организации мятежа в Кракове. Австрийские власти развязали против Гротгера судебный процесс, а император Франц Иосиф лишил Гротгера своей стипендии, в результате чего художник вскоре впал в нищету и в июле 1865 года был вынужден уехать из Вены. Младший брат художника, Ярослав Гротгер, за участие в Январском восстании в 1864 году был сослан российскими властями в Сибирь.

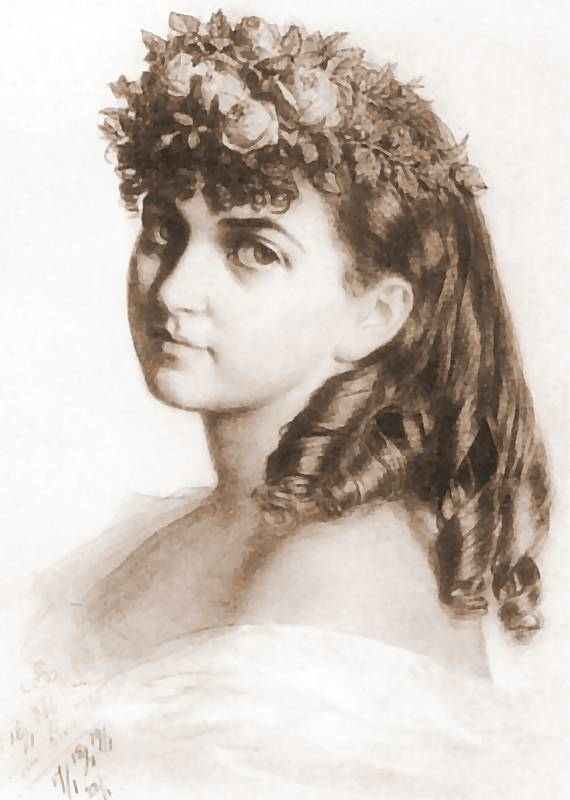
16-летняя Ванда Монне.

Из-за непрерывных финансовых проблем художник скитался по Галиции от дома к дому, зарабатывая на жизнь рисованием, часто на банальную тематику. В этот период он создал также циклы рисунков, выполненных черными и белыми карандашами на картоне. Хотя он никогда не видел Январского восстания, он был автором рисунков, изображающих сцены из этого события: Polonia (1863) и Lithuania (1864—1866); эскизы для Polonia и другого цикла — Warszawa — были созданы Гротгером ещё во время его пребывания в Вене.
В 1866 году на балу во Львовском Стрелковом обществе он встретил 16-летнюю Ванду Монне. Неистовой любви польской патриотки и художника (против которой была семья Монне), богатой романтическими встречами и длинными, чувственными письмами не суждено было длиться долго. Гротгер, в надежде на успех, отправляется в Париж, где — уже больной туберкулёзом — он завершает цикл Война, который продаёт австрийскому императору Францу Иосифу. В декабре 1867 года, страдающий легочным кровотечением, был направлен врачами в санаторий Амели-ле-Бен во французских Пиренеях, где скончался 13 декабря 1867 года. Тело художника было перевезено его невестой во Львов 4 июля 1868 года и было похоронено на Лычаковском кладбище в месте, которое когда-то во время прогулки выбрал сам Гротгер.

## Память
Именем художника названы улицы во многих польских городах, также улица Гротгера есть в белорусском городе Гродно.
|                                                          |  |                                                                                   |  |                |
| Могила Артура Гротгера на Лычаковском кладбище во Львове |  | Памятник Артуру Гротгеру в Доминиканском соборе Львова работы Циприана Годебского |  | Бюст в Кракове |

## Галерея работ
| Название                                  | Год       | Коллекция                                  | Иллюстрация |
| ----------------------------------------- | --------- | ------------------------------------------ | ----------- |
| Убегающие татары                          | ok. 1855  |                                            |             |
| Перестрелка со шведами                    | oк. 1856  |                                            |             |
| Портрет девочки                           | 1860      |                                            |             |
| Побег Генриха Валуа из Польши             | 1860      | Национальный Музей в Варшаве               |             |
| Молитва барских конфедератов              | 1860      |                                            |             |
| Ночной призыв из цикла Полония            | 1863      | Музей изобразительных искусств в Будапеште |             |
| Ковка кос из цикла Полония                | 1863      | Музей изобразительных искусств в Будапеште |             |
| Приют из цикла Полония                    | 1863      | Музей изобразительных искусств в Будапеште |             |
| Оборона двора из цикла Полония            | 1863      | Музей изобразительных искусств в Будапеште |             |
| Траурные вести из цикла Полония           | 1863      | Музей изобразительных искусств в Будапеште |             |
| На поле боя из цикла Полония              | 1866      | Музей изобразительных искусств в Будапеште |             |
| Символичный образ Польши из цикла Полония | 1863      | Музей изобразительных искусств в Будапеште |             |
| Пуща из цикла Литуания                    | 1864      | Национальный музей в Кракове               |             |
| Встреча повстанца                         | 1865      | Национальный музей в Кракове               |             |
| Переход через границу                     | 1865      | Национальный музей в Кракове               |             |
| Офелия                                    | 1865      | Национальный музей в Кракове               |             |
| Прощание повстанца                        | 1865-1866 | Национальный музей в Кракове               |             |
| Фрина                                     | 1867      | Национальный Музей в Варшаве               |             |
| Автопортрет                               | 1867      |                                            |             |